# ليون فان دايك
ليون فان دايك (بالهولندية: Leon van Dijk)‏ (9 مارس 1992 بأنسخديه في هولندا - ) هو لاعب كرة قدم هولندي في مركز الدفاع. لعب مع هيراكليس ألميلو وHSC '21 ‏.